# 夜と朝のあいだに
『夜と朝のあいだに』（よるとあさのあいだに）は、1969年10月1日にCBS・ソニーレコード（現・ソニー・ミュージックレーベルズ）から発売されたピーター（現・池畑慎之介）のデビューシングル。

## 解説
- 歌手デビュー当時のキャッチフレーズは、「アポロが月から連れてきた少年」と称される。

- 1969年末の「第11回日本レコード大賞」では、同じく新人賞を受賞したはしだのりひことシューベルツ、内山田洋とクール・ファイブ、千賀かほる、高田恭子との激戦の末、最優秀新人賞を受賞した。

- 1970年にフジテレビ系列で放送されたバラエティ番組『祭りだ!ワッショイ!』のワンコーナー「おたのしみアニメ劇場（歌謡アニメ劇場）」において、ピーターの歌う「夜と朝のあいだに」が使用された[2]。
- フランス語の「La nuit (夜)」が女性名詞、「Le matin(朝)」が男性名詞、「夜と朝のあいだに」は女と男の間という意味があったと、なかにし礼から教えられたことを後に池畑慎之介が語っている。

## 収録曲
- 両楽曲共に、作詞：なかにし礼／作曲：村井邦彦／編曲：馬飼野俊一

1. 夜と朝のあいだに（3分7秒）
2. 神々の薔薇（2分54秒）

## カバー
- 美良政次（2020年／シングル「夜と朝のあいだに」収録）